# Nassauische Fortschrittspartei
Die Nassauische Fortschrittspartei war eine liberale Partei im Herzogtum Nassau.

## Vorgeschichte
Seit der Märzrevolution 1848/1849 konnten politische Vereine, die Vorgänger der späteren Parteien, gebildet werden. Die Wahlen waren jedoch noch reine Persönlichkeitswahlen. Parteilisten gab es genauso wenig wie Wahlkampagnen der einzelnen Gruppen.
Im Herzogtum Nassau schlossen sich die Liberalen zu einer Reihe lokaler Vereine zusammen, die sich Mitte 1848 im „Bund demokratischer Vereine“ zusammenschlossen. Auch wenn diese Vereine in der Bevölkerung hohe Akzeptanz genossen, wurden sie von der Regierung verfolgt und wieder aufgelöst. So wurde zum Beispiel in Wiesbaden am 12. Juli 1848 der „Demokratischer Verein Wiesbaden“ gegründet. Gründungsmitglieder waren unter anderem die Abgeordneten Karl Braun und Gustav Dünkelberg. Der Verein wurde jedoch bereits drei Tage später durch die Regierung aufgelöst. Daraufhin wurde als Nachfolgeorganisation der „Verein zur Wahrung der Volksrechte“ gegründet. Gründungsmitglieder waren unter anderem Christian Minor, Friedrich Snell und Wilhelm Zais. Diese Vereine wurden in der Reaktionsära nach 1850 aufgelöst. Diese Vereine können als Vorläufer der Nassauischen Fortschrittspartei gelten.

## Gründung
Im Dezember 1863, kurz nach den Landtagswahlen, wurde die Nassauische Fortschrittspartei gegründet. Es war die erste formell gegründete Partei des Herzogtums Nassau und sollte bis zu dessen Ende die einzige bleiben. Bereits Anfang 1863 hatten sich Theodor Dilthey, Hubert Hilf, Daniel Raht, Friedrich Schenck, Heinrich Ludwig Germanicus Gourdé, Christian Scholz und andere Liberale zusammengesetzt und das Programm der künftigen Partei erarbeitet. Dieses Programm wurde am 1. März 1863 auf Bürgerversammlungen in ganz Nassau verkündet. Man bekannte sich zu den Prinzipien des Liberalismus, forderte die Wiedereinsetzung der Reichsverfassung von 1848 sowie der Nassauischen Verfassung von 1848 und des damaligen Wahlgesetzes und strebte einen deutschen Nationalstaat an. Dabei nahm sie eine kleindeutsche und damit preußenfreundliche Position ein. Die Nassauische Fortschrittspartei verstand sich und wirkte als Nassauische Sektion des Deutschen Nationalvereins.

## Wahlerfolge
Bei den Landtagswahlen im November 1863 erreichte die Nassauische Fortschrittspartei aus dem Stand heraus einen klaren Sieg und errang 17 von 24 Sitzen in der Zweiten Kammer und sogar alle neun Wahlmandate der Ersten Kammer der Landstände des Herzogtums Nassau. Bei den Wahlen am 24. Juni 1864 gelang der Fortschrittspartei ein Erdrutschsieg. Sie erhielt 20 von 24 Mandaten in der Zweiten und alle Wahlmandate in der Ersten Kammer.

## Nach dem Ende Nassaus
Mit der Annexion des Herzogtums Nassau durch Preußen endete 1866 die staatliche Selbstständigkeit Nassaus. Auf seinem Gebiet agierte die Nassauische Fortschrittspartei vorerst weiter eigenständig. Von ihren fünf Abgeordneten nach der ersten Reichstagswahl unter preußischer Herrschaft schlossen sich zwei der nationalliberalen Fraktion an, zwei der Deutschen Fortschrittspartei und einer den Freikonservativen.
Trotz der kleindeutschen Ausrichtung trat die Nassauische Fortschrittspartei kurz nach der Annexion in Opposition zur preußischen Regierung, entsprechend dem zu dieser Zeit herrschenden Konflikt zwischen den Liberalen und Ministerpräsident Otto von Bismarck. Regional drückte sich das insbesondere in der Agitation gegen Sonderregelungen zum Jagdrecht im ehemaligen Herzogtum Nassau aus. Diese waren weitaus feudaler als in Preußen und sahen ein hoheitliches Jagdrecht auch auf privaten Grundstücken vor. Die preußische Verwaltung wollte diese Regelung nur gegen Ablösungszahlungen der Bauern aufgeben, was zu erheblichem Unmut in der Landbevölkerung führte. Insbesondere Karl Braun stellte sich in dieser Frage auf die Seite der Landbevölkerung, was der Nassauischen Fortschrittspartei bei der Reichstagswahl im Februar 1867 Erfolge auch außerhalb ihrer bürgerlichen Stammwählerschaft verschaffte. Ähnlich setzte sich die Partei in den Folgejahren für die Interessen der regionalen Bevölkerung gegenüber dem preußischen Staat ein, beispielsweise für die Beibehaltung der in Nassau üblichen Simultanschulen.
Etwas später als auf der Ebene Preußens und des Norddeutschen Bunds erfolgte auch in Nassau eine Spaltung der liberalen Bewegung. Streitpunkte waren unterschiedliche Auffassungen über die Notwendigkeit von Verfassungsreformen im Norddeutschen Bund sowie im Machtkampf zwischen preußischer Regierung und der Opposition im Landtag. Dies führte am 9. Januar 1869 in Wiesbaden zur Selbstauflösung des Wahlvereins der nassauischen Fortschrittspartei und damit de facto auch der Partei.
Bei der Reichstagswahl 1871 traten die ehemaligen Vertreter der Nassauischen Fortschrittspartei für die Deutsche Fortschrittspartei und die Nationalliberalen an. Von den fünf Wahlkreisen auf dem Gebiet des ehemaligen Herzogtums errang die Fortschrittspartei drei, das Zentrum und die Konservativen jeweils einen.